# Babylon Berlin
Babylon Berlin is een Duitse televisieserie die in oktober 2017 van start ging. De serie speelt zich af in de Weimar-republiek in 1929. Babylon Berlin draait om de Duitse politie-inspecteur Gereon Rath uit Keulen die een afpersingsschandaal probeert bloot te leggen, en Charlotte Ritter, een jonge stenograaf die graag politie-inspecteur wil worden. De serie ging op 13 oktober 2017 van start op de zender Sky 1, onderdeel van Sky Deutschland. Netflix kocht de uitzendrechten voor de Verenigde Staten en Canada. De serie is met een budget van 40 miljoen dollar de duurste Duitse serie ooit gemaakt. Er zijn vier seizoenen gemaakt.

## Verhaal

### Seizoen 1
De serie speelt zich af tegen de achtergrond van het Berlijn aan het einde van de jaren twintig, met aan de ene kant het opkomend militarisme en aan de andere kant een sterke communistische beweging. Verschillende groepen proberen beslag te leggen op een stoomtrein geladen met gifgas, maar ook met een grote hoeveelheid goud. De trein is op weg naar Berlijn al in de Sovjet-Unie door contra-revolutionairen gekaapt.
Een centrale rol in de serie is weggelegd voor Gereon Rath, politie-inspecteur en Eerste Wereldoorlog-veteraan die lijdt aan posttraumatische stressstoornis. Deze politie-inspecteur komt uit Keulen naar Berlijn om onderzoek te doen naar een seksfilm waarmee zijn vader gechanteerd wordt. Tegelijkertijd heeft hij een verhouding met de vrouw van zijn broer, die sinds de Eerste Wereldoorlog vermist wordt. Rath komt in gewetensconflict wanneer hij ziet dat de Berlijnse politie twee onschuldige vrouwen doodschiet tijdens het neerslaan van een protest van de communisten.
Een andere hoofdrol is weggelegd voor Charlotte Ritter, een jonge ambitieuze vrouw afkomstig uit een arm gezin. Zij werkt overdag als stenograaf voor de Berlijnse politie en 's nachts als prostituee in een nachtclub. Zij helpt Rath bij zijn onderzoek, tegelijkertijd bespioneert zij hem in opdracht van een naaste collega van Rath, die weet heeft van haar nachtclubactiviteiten.

### Seizoen 2
Gereon Rath besluit in Berlijn te blijven. De vrouw van zijn broer komt samen met haar zoontje onverwachts naar Berlijn en trekt bij hem in. Raths broer is namelijk officieel doodverklaard, waardoor zij hun relatie niet meer hoeven te verbergen voor de buitenwereld. Aan het einde van het seizoen blijkt Raths broer toch nog te leven. Charlotte Ritter, de andere hoofdrolspeler, slaagt er in seizoen 2 in om de eerste vrouwelijke inspecteur bij de Berlijnse politie te worden. Tegelijkertijd is lang niet alles koek en ei: haar moeder overlijdt en ze wordt ontvoerd door de Armeniër, de leider van een criminele bende die ook jacht maakt op de trein
In de eerste aflevering wordt een massagraf gevonden met daarin veertien lichamen van leden van het Rode Fort, een Trotskiaanse organisatie die het Sovjet-bewind wil omgooien. Rath ontdekt dat twee leden van de Sovjet-ambassade verantwoordelijk zijn voor de moord. Rath sluit een akkoord met de Russische ambassade. In ruil voor de vrijlating van de twee Russen ontvangt hij informatie over activiteiten van de Black Reichswehr, een paramilitaire nazi-organisatie, in de Sovjet-Unie. De Reichswehr blijkt zelf te beschikken over een eigen oefenvliegveld in de Sovjet-Unie. Onder het Verdrag van Versailles was dit verboden. 
Rath werkt samen met de Joodse politiecommissaris van Berlijn August Benda om het bestaan van Black Reichswehr te bewijzen en vliegt daarvoor zelfs naar de Sovjet-Unie. Ook lukt het hem om een moordaanslag op de Franse en Duitse minister van Buitenlandse Zaken te voorkomen. Benda en Rath arresteren de hoogste leiders van de organisatie, maar rijkspresident Paul von Hindenburg verhindert op het laatste moment dat het nieuws naar buiten komt. Benda verliest het leven door een aanslag door de nazi's. De bom werd geplaatst door zijn huishoudster Greta Overbeck, een vriendin van Charlotte Ritter. Overbeck wordt daartoe overgehaald door een vriend van haar vriend, van wie ze dacht dat hij communistisch was en door de politiemannen van Benda zou zijn vermoord. Zij ontdekt te laat dat hij nog leeft en geen communist is, maar een nazi.
Ook de trein uit de Sovjet-Unie speelt een belangrijke rol in seizoen 2. Verschillende partijen strijden erom. Rath en Ritter ontdekken dat de trein waarschijnlijk zal worden onderschept door een groep nazi's en proberen dat te verhinderen. In plaats daarvan komen zij met de auto in het water terecht. Ritter overleeft het ternauwernood. Naast Rath en Ritter maken ook de Black Reichswehr en de bende onder leiding van "de Armeniër" jacht op het goud. Raths naaste collega Bruno Wolter blijkt betrokken te zijn bij de Black Reichswehr, maar verliest het leven. De trein explodeert gedeeltelijk, maar valt in handen van de Berlijnse politie. De gouden staven in de wagon blijken echter nep te zijn. Pas wanneer de trein weer vertrokken is ontdekken Ritter en Rath het geheim: de wagon zelf is van goud.

## Rolverdeling
| Acteur                 | Personage                  | Seizoenen |
| ---------------------- | -------------------------- | --------- |
| Volker Bruch           | Gereon Rath                | 1-4       |
| Liv Lisa Fries         | Charlotte Ritter           | 1-4       |
| Peter Kurth            | Bruno Wolter               | 1-2       |
| Matthias Brandt        | August Benda               | 1-2       |
| Leonie Benesch         | Greta Overbeck             | 1-3       |
| Julius Feldmeier       | Otto                       | 1-3       |
| Christian Friedel      | Gräf                       | 1-4       |
| Severija Janušauskaitė | Swetlana Sorokina /Nikoros | 1-2       |
| Lars Eidinger          | Alfred Nyssen              | 1-4       |
| Ivan Shvedoff          | Alexej Kardakow            | 1-2       |
| Mišel Maticevic        | De Armeniër                | 1-4       |
| Jens Harzer            | Dr. Anno Schmidt /Rath     | 1-4       |
| Fritzi Haberlandt      | Elisabeth Behnke           | 1-4       |
| Karl Markovics         | Samuel Katelbach           | 1-4       |
| Jeanette Hain          | Irmgard Benda              | 1-3       |
| Ernst Stötzner         | Generaal-majoor Seegers    | 1-4       |
| Joachim Paul Assböck   | Majoor Beck                | 1-2       |
| Benno Fürmann          | Overste Günther Wendt      | 1-4       |
| Thomas Thieme          | Karl Zörgiebel             | 1-3       |
| Jördis Triebel         | Dr. Völcker                | 1-4       |
| Anton von Lucke        | Stephan Jänicke            | 1-2       |
| Denis Burgaslijew      | Trochin                    | 1-2       |
| Dmitri Alexandrov      | Grigori Selenskij          | 1-2       |
| Waléra Kanischtscheff  | Michail Fallin             | 1-2       |
| Oleg Tikhomirov        | Boris Wolkow               | 1-2       |
| Hannah Herzsprung      | Helga Rath                 | 1-4       |
| Hanns Zischler         | Engelbert Rath             | 1-2       |
| Jacob Matschenz        | Fritz                      | 1-3       |
| Henning Peker          | Krajewski                  | 1, 3      |
| Marc Hosemann          | Johann König               | 1         |
| Pit Bukowski           | Erich Ritter               | 1-3       |
| Hildegard Schroedter   | Minna Ritter               | 1-2       |
| Laura Kiehne           | Ilse Ritter                | 1-3       |
| Irene Böhm             | Toni Ritter                | 1-4       |
| Lilli Fichtner         | Doris                      | 1-4       |
| Detlef Bierstedt       | Gustav Böß                 | 1-2       |
| Günter Lamprecht       | Paul von Hindenburg        | 2         |
| Werner Wölbern         | Gustav Stresemann          | 2-3       |
| Rolf Kanies            | Aristide Briand            | 2         |
| Udo Samel              | Ernst Gennat               | 2-4       |